# NGC 4936
NGC 4936 é uma galáxia elíptica (E) localizada na direcção da constelação de Centaurus. Possui uma declinação de -30° 31' 36" e uma ascensão recta de 13 horas, 04 minutos e 17,0 segundos.
A galáxia NGC 4936 foi descoberta em 6 de Maio de 1834 por John Herschel.